# Nils Astrup
Nils Astrup, född den 30 augusti 1843 i Grue, död den 18 mars 1919 i Zululandet, var en norsk missionär, bror till Hans Astrup.
Astrup blev 1866 juris kandidat, avlade 1877 teologisk ämbetsexamen, var 1879–82 kyrkoherde i Norddalen, men överflyttade 1883 till Zululandet, där han efter biskop Schreuder var verksam vid missionen. År 1902 vigdes han i Trondhjems domkyrka till biskop. Han skrev bland annat En missionsrejse til Limpopo (1891) och Zulumissionens maal – Africas hjerte (1903).